# Zespół leśny
Zespół leśny – w fitosocjologii zespół roślinny z podstawową strukturą zbiorowiska roślinnego określoną przez gatunki drzewiaste. Wykazuje budowę warstwową (różne warstwy mogą być rozwinięte w różnym stopniu), najczęściej wyróżnia się:
- a – warstwa drzew
- b – warstwa podszytu
- c – warstwa runa
- d – warstwa przyziemna (mszaki, porosty, grzyby).

## Lista zespołów leśnych wPolsce

### Zespoły leśne należące do związkuborów sosnowychDicrano-Pinion
- kontynentalny bór sosnowy świeży
- subatlantycki bór sosnowy świeży
- bór sosnowy suchy
- bór sosnowy wilgotny
- nadmorski bór sosnowy
- kontynentalny bór mieszany
- subborealny bór mieszany
- brzezina bagienna

### Zespoły leśne należące do związkuborów świerkowychijodłowychPiceion abietis
- górnoreglowa świerczyna sudecka
- górnoreglowa świerczyna karpacka
- nawapienna świerczyna górnoreglowa
- dolnoreglowy bór jodłowo-świerkowy
- karpacki bór mieszany świerkowo-jodłowy
- dolnoreglowa świerczyna na torfie
- borealna świerczyna
- jegiel
- wyżynny jodłowy bór mieszany
- bór wilgotny trzcinnikowy

### Zespoły leśne należące do klasyatlantyckich lasów acidofilnychQuercetalia robori-petraeae
- pomorski las bukowo-jodłowy
- pomorski las brzozowo-dębowy
- podgórska dąbrowa acidofilna
- podgórski acidofilny wilgotny
- środkowoeuropejski acidofilny las dębowy
- środkowoeuropejski las wilgotny

### Zespoły leśne należące do rzędudąbrów świetlistychQuercetalia pubescenti-petraeae
- świetlista dąbrowa subktontynentalna
- dąbrowa z dębem omszonym

### Zespoły leśne należące do związkulasów grądowychCarpinion betuli
- grąd subkontynentalny
- grąd środkowoeuropejski
- grąd subatlantycki

### Zespoły leśne należące do związkulasów bukowychFagion sylvaticae
- żyzna buczyna niżowa
- żyzna buczyna sudecka Dentario eneaphylli-Fagetum
- żyzna buczyna karpacka Dentario glandulosae-Fagetum
- acidofilna buczyna niżowa
- acidofilna buczyna górska
- storczykowa buczyna górska
- storczykowa buczyna jurajska
- storczykowa buczyna sudecka
- storczykowa buczyna wolińska

### Zespoły leśne należące do związku górskich i podgórskichzboczowych lasów wilgotnychTilio platyphyllis-Acerion pseudoplatani
- jaworzyna z języcznikiem zwyczajnym Phyllitido-Aceretum
- jaworzyna z miesiącznicą trwałą Lunario-Aceretum
- górskie lasy ziołoroślowe
- zboczowy podgórski las lipowo-klonowy Aceri-Tilietum

### Zespoły leśne należące do związkułęgówAlno-Ulmion
- łęg jesionowo-wiązowy
- łęg jesionowo-olszowy
- łęg olszowy gwiazdnicowy
- podgórski łęg jesionowy
- nadrzeczna olszyna górska
- bagienna olszyna górska
- łęg jesionowy z jarzmianką większą
- łęg wiązowy z fiołkiem wonnym

### Zespoły leśne należące do związkułęgów wierzbowo-topolowychSalicion albae
- nadrzeczny łęg wierzbowy
- nadrzeczny łęg topolowy

### Zespoły leśne należące do klasyolsówAlnetea glutinosae
- ols porzeczkowy
- ols torfowcowy
- dębniak turzycowy
- sosnowo-brzozowy las bagienny